# Большой Лудошур
Большо́й Лудошу́р — деревня в центральной части Глазовского района Удмуртии, в составе Качкашурского сельского поселения.
Большой Лудошур расположен в 13 км от города Глазова. Средняя температура зимой −15 С, летом + 21 С. Количество осадков 400—600 мм. Местность холмистая.
От деревни Большой Лудошур до столицы Удмуртии Ижевска — 212 км, до Нижнего Новгорода — 758 км.

## Население
| 2010 | 2012 | 2015 |
| ---- | ---- | ---- |
| 66   | ↘64  | ↘57  |